# Gomphus ozarkensis
Gomphus ozarkensis là loài chuồn chuồn trong họ Gomphidae. Loài này được Westfall mô tả khoa học đầu tiên năm 1975.